# Ghiacciaio Urano
Il ghiacciaio Urano è un ghiacciaio lungo circa 30 km e largo 10, alla bocca, situato sulla costa orientale dell'isola Alessandro I, al largo della costa della Terra di Palmer, in Antartide. Il ghiacciaio, il cui punto più alto si trova a oltre 550 m s.l.m., nasce dal versante orientale del picco Oberon e fluisce verso est passando a metà della lunghezza delle cime Pianeta, scorrendo in particolare a sud della cresta Elefante e del ghiacciaio Eros, e a nord della scarpata Kuiper e del ghiacciaio Mercurio, fino ad andare ad alimentare la piattaforma di ghiaccio Giorgio VI, che ricopre l'omonimo canale.

## Storia
Il ghiacciaio Urano fu probabilmente avvistato per la prima volta da Lincoln Ellsworth, il quale, il 23 novembre 1935, effettuò una ricognizione aerea del segmento di costa in cui si trova il ghiacciaio, fotografandolo. La parte terminale del ghiacciaio è stata grossolanamente esplorata nel 1936 dalla spedizione britannica nella Terra di Graham, 1934-37, al comando di John Rymill, mentre l'intera formazione è stata così battezzata dal Comitato britannico per i toponimi antartici in seguito a una nuova esplorazione della sua parte terminale effettuata nel 1948 e nel 1949 dal British Antarctic Survey (al tempo ancora chiamato "Falkland Islands Dependencies Survey", FIDS). Il nome deriva da quello del pianeta Urano, secondo la consuetudine adottata dal suddetto comitato di battezzare tutte le formazioni di questa regione con un nome inerente all'astronomia. L'intero ghiacciaio è stato infine mappato nel 1960 da D. Searle, cartografo del FIDS, sulla base di fotografie aeree scattate durante la spedizione antartica di ricerca comandata da Finn Rønne, svoltasi nel 1947-48.